# Pirro Gonzaga (1499-1528)
Pirro Gonzaga (Novellara, 1499 – Napoli, maggio 1528) è stato un condottiero italiano.

## Biografia
Era figlio di Giampietro Gonzaga, conte di Novellara e Bagnolo e di Caterina Torelli, e nel 1515 successe al padre, insieme ai fratelli, nel condominio della contea. Nel 1521 chiamò a Novellara i Serviti, edificando per loro un convento.
Condottiero al servizio di Carlo V, militò tra le file di Carlo III di Borbone, che abbandonò nel 1527 per non partecipare al Sacco di Roma. Passò nel Regno di Napoli al servizio di Alfonso III d'Avalos ma rimase ucciso alla metà di maggio del 1528 durante l'assedio di Napoli.

## Ascendenza
|                      |   |                   | Genitori       |  |  | Nonni |  |  | Bisnonni        |  |  | Trisnonni        |  |
|                      |   |                   |                |  |  |       |  |  | Giacomo Gonzaga |  |  | Guido II Gonzaga |  |
|                      |   |                   |                |  |  |       |  |  | Giacomo Gonzaga |  |  | Guido II Gonzaga |  |
|                      |   | Ginevra Malatesta |                |  |  |       |  |  | Giacomo Gonzaga |  |  |                  |  |
| Francesco I Gonzaga  |   |                   |                |  |  |       |  |  | Giacomo Gonzaga |  |  |                  |  |
|                      |   | Ippolita Pio      | Marco I Pio    |  |  |       |  |  |                 |  |  |                  |  |
|                      |   | Ippolita Pio      | Marco I Pio    |  |  |       |  |  |                 |  |  |                  |  |
|                      |   | Ippolita Pio      | Taddea Roberti |  |  |       |  |  |                 |  |  |                  |  |
| Giampietro Gonzaga   |   | Ippolita Pio      |                |  |  |       |  |  |                 |  |  |                  |  |
|                      |   | …                 | …              |  |  |       |  |  |                 |  |  |                  |  |
|                      |   | …                 | …              |  |  |       |  |  |                 |  |  |                  |  |
|                      |   | …                 | …              |  |  |       |  |  |                 |  |  |                  |  |
| Costanza Strozzi     |   | …                 |                |  |  |       |  |  |                 |  |  |                  |  |
|                      |   | …                 | …              |  |  |       |  |  |                 |  |  |                  |  |
|                      |   | …                 | …              |  |  |       |  |  |                 |  |  |                  |  |
|                      |   | …                 | …              |  |  |       |  |  |                 |  |  |                  |  |
| Pirro Gonzaga        |   | …                 |                |  |  |       |  |  |                 |  |  |                  |  |
|                      | … | …                 |                |  |  |       |  |  |                 |  |  |                  |  |
|                      | … | …                 |                |  |  |       |  |  |                 |  |  |                  |  |
|                      | … | …                 |                |  |  |       |  |  |                 |  |  |                  |  |
| Marsiglio Torelli    | … |                   |                |  |  |       |  |  |                 |  |  |                  |  |
|                      |   | …                 | …              |  |  |       |  |  |                 |  |  |                  |  |
|                      |   | …                 | …              |  |  |       |  |  |                 |  |  |                  |  |
|                      |   | …                 | …              |  |  |       |  |  |                 |  |  |                  |  |
| Caterina Torelli     |   | …                 |                |  |  |       |  |  |                 |  |  |                  |  |
|                      |   | …                 | …              |  |  |       |  |  |                 |  |  |                  |  |
|                      |   | …                 | …              |  |  |       |  |  |                 |  |  |                  |  |
|                      |   | …                 | …              |  |  |       |  |  |                 |  |  |                  |  |
| Taddea Pio di Savoia |   | …                 |                |  |  |       |  |  |                 |  |  |                  |  |
|                      |   | …                 | …              |  |  |       |  |  |                 |  |  |                  |  |
|                      |   | …                 | …              |  |  |       |  |  |                 |  |  |                  |  |
|                      |   | …                 | …              |  |  |       |  |  |                 |  |  |                  |  |
|                      |   | …                 |                |  |  |       |  |  |                 |  |  |                  |  |